# 斯托羅齊宮

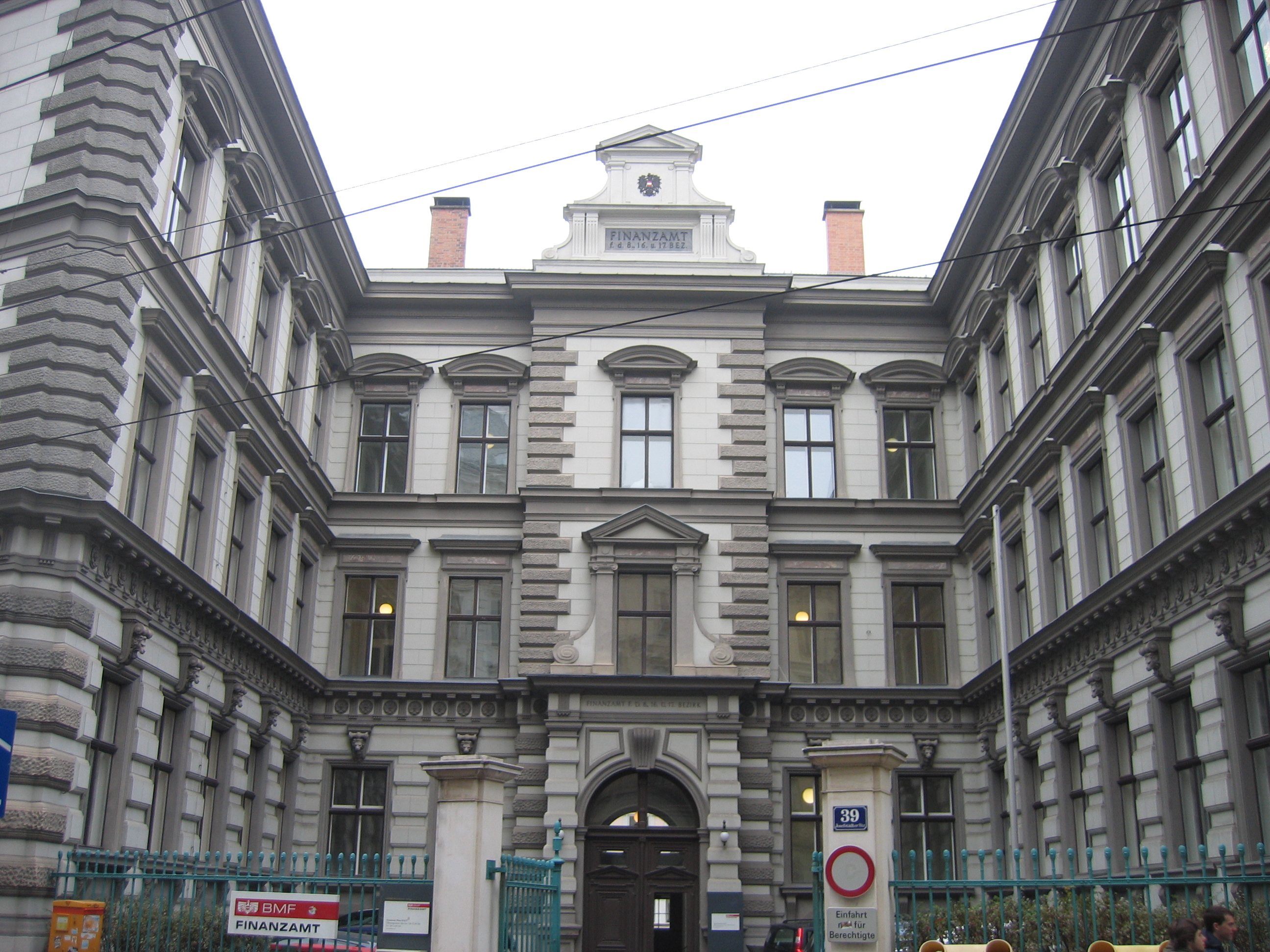
斯托羅齊宮

斯托羅齊宮（Palais Strozzi）是位於奧地利首都維也納的一座宮殿建築，由斯托羅齊家族所有。斯托羅齊宮位於約瑟夫城，修建於1699年至1702年之間。現在這裡是維也納8區、16區的財務辦公室。
48°12′33″N 16°20′50″E / 48.20917°N 16.34722°E